# Diecezja Kandi
Diecezja Kandi (łac.: Dioecesis Kandinus) – rzymskokatolicka diecezja  w Beninie, podlegająca pod Archidiecezję Parakou.
Siedziba biskupa znajduje się przy Katedrze w Kandi.

## Ordynariusze
- Marcel Agboton (1994-2000)
- Clet Feliho (od 2000)